# In parenthesis
In parenthesis är en episk dikt från 1937 av den brittiske författaren David Jones. Den  följer den menige soldaten John Ball och hans anglo-walesiska regemente under sju månader av första världskriget. Skildringen kulminerar med slaget vid Somme och intagandet av Mametzskogen.
Dikten bygger på Jones' egna erfarenheter från kriget. Texten innehåller mycket slang och soldatjargong som blandas med anspelningar på mytologiska berättelser, i synnerhet från walesisk poesi och Arthurlegenden. En annan influens var Jacques Maritains katolska filosofi.
Jones skrev dikten från 1928 till 1935. Den gavs ut 1937 genom Faber and Faber, till stor del genom T.S. Eliots försorg. Den tilldelades Hawthornden Prize 1938. Eliot kallar den i sitt förord för "ett genialiskt verk". Den hyllades även av författare som Graham Greene, William Butler Yeats och W.H. Auden. Auden skrev att "den gör för britterna och tyskarna vad Homeros gjorde för grekerna och trojanerna". Litteraturkritikern Herbert Read, som själv var veteran från första världskriget, hyllade diktens förmåga att skapa samspel mellan den direkta erfarenheten och det heroiska, och placerade den i samma tradition som medeltidens chansons des gestes, Thomas Malory och Mabinogion.